# Julia-Christina Stange
Julia-Christina Stange (* 25. April 1978 in Aachen) ist eine deutsche Politikerin (Die Linke). Sie ist Mitglied im 21. Deutschen Bundestag.

## Leben
Stange ist Fachkinderkrankenschwester für Anästhesie und Intensivpflege im Universitätsklinikum Mainz und dort Personalrätin. Sie ist Verdi-Mitglied und ist Sprecherin des Bündnis Pflege.Auf.Stand RLP.
Sie ist alleinerziehende Mutter von zwei Kindern und lebt in Saulheim.

## Politik
Stange trat der Linken 2023 bei und gehört dem Landesvorstand Rheinland-Pfalz an.
Zur Bundestagswahl 2025 trat sie als Direktkandidatin im Wahlkreis Worms an und zog über Platz 2 der Landesliste der rheinland-pfälzischen Linken in den Bundestag ein. Stange ist im 21. Deutschen Bundestag Mitglied des Ausschusses für Gesundheit.